# Église Saint-Quentin de Wirwignes
L'église Saint-Quentin de Wirwignes est extérieurement une église classique du XIXe siècle mais son intérieur présente un ensemble complet de décorations naïves réalisées par l'abbé Lecoutre. Elle est inscrite au titre des monuments historiques depuis 2006.

## Historique
Édifiée probablement dès le XIIe siècle, « la basse église » est remaniée successivement aux XVe et XVIe siècles, puis au XIXe, par l’abbé Paul Lecoutre qui lui donne son aspect actuel.Les travaux commencent en 1869. Huit chapelles latérales sont ajoutées le long de la « basse église » détruite en 1876. Le clocher est surélevé d’un niveau tandis qu’une flèche vient le couronner en 1880, d’après les plans de l’ingénieur Emile Gérard. En 1882, de nouveaux vitraux sont posés. Pendant l’Entre-Deux-Guerres, la chapelle de la Vierge devient une grotte de Lourdes, avec faux rochers réalisés en ciment armé.
Les éléments les plus spectaculaires sont les pavements et décorations en marbre, la chaire richement sculptée, la Chapelle-grotte de le Vierge et le chemin de croix.

## L'abbé Lecoutre (1830-1906)
On ne peut évoquer l’église de Wirwignes sans lui associer l’abbé Lecoutre, tant elle est si complètement son œuvre et tant on y retrouve sa foi profonde. L'abbé Paul Amédée Lecoutre est né à Wierre-Effroy en 1830.  Il arrive en tant que prêtre à Wirwignes en 1864. Après un voyage en Italie et en Terre sainte, il décide en 1867 de construire un catéchisme monumental permettant aux paroissiens d'appréhender la Bible à travers le mobilier et la décoration intérieure de l'église.
Il meurt en 1906 et est enterré au pied de son église.
Même s'il est souvent présenté comme un artiste  populaire ou comme un précurseur de l'art naïf,,,, l'abbé Lecoutre est plus que cela. L'ensemble de son œuvre le montre comme un érudit et comme un véritable artiste.

## Descriptions anciennes
Pages 434 et 435 du Dictionnaire historique et archéologique du Pas-de-Calais. Tome 2, publié par la commission départementale des monuments historiques en 1882, les rédacteurs signalent que dès 1873 l'abbé Lecoutre était déjà très reconnu pour son travail de bâtisseur.
Dans L'ouvrage Peeps into Picardy, guide historique et touristique illustré, dont la première édition date de juin 1914, W Craufurd, E & EA Manton font une longue et élogieuse description de l'intérieur de l'église. On peut la lire de la page 74 à 76 de l'édition de 1919 mise en ligne par l'Université de Californie.

## Galerie de photographies

Vues extérieures
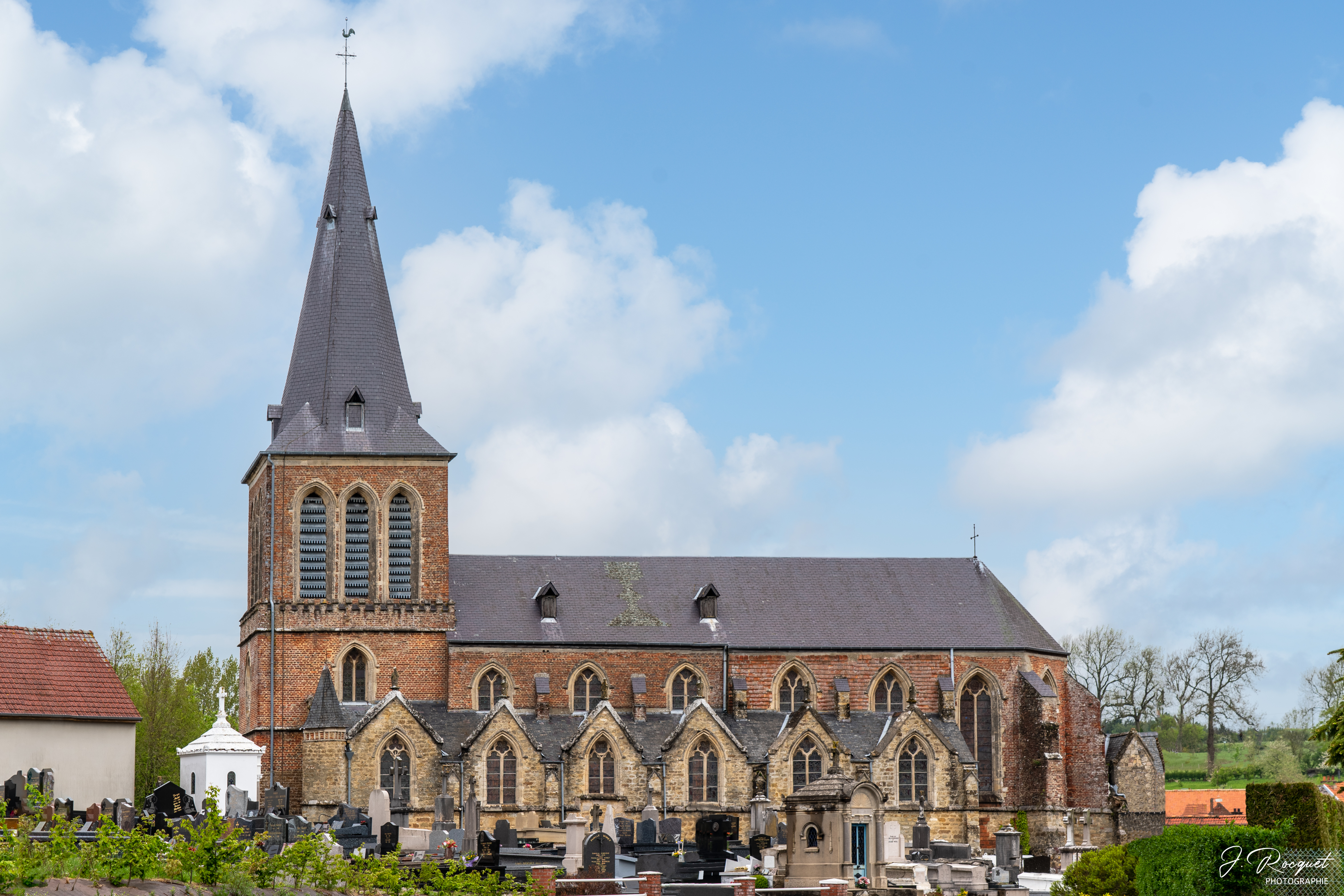
Côté sud.
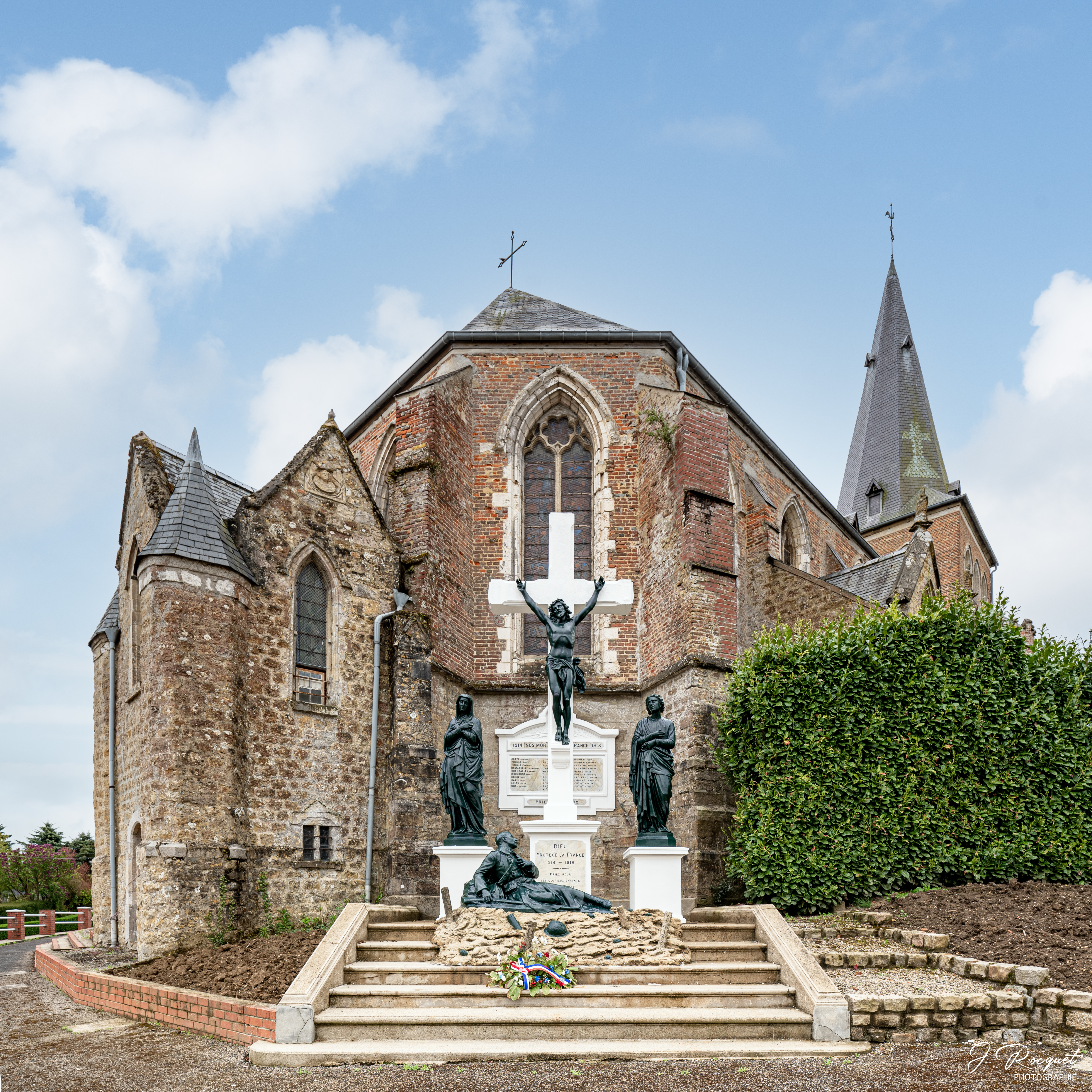
Côté est et monument aux morts.
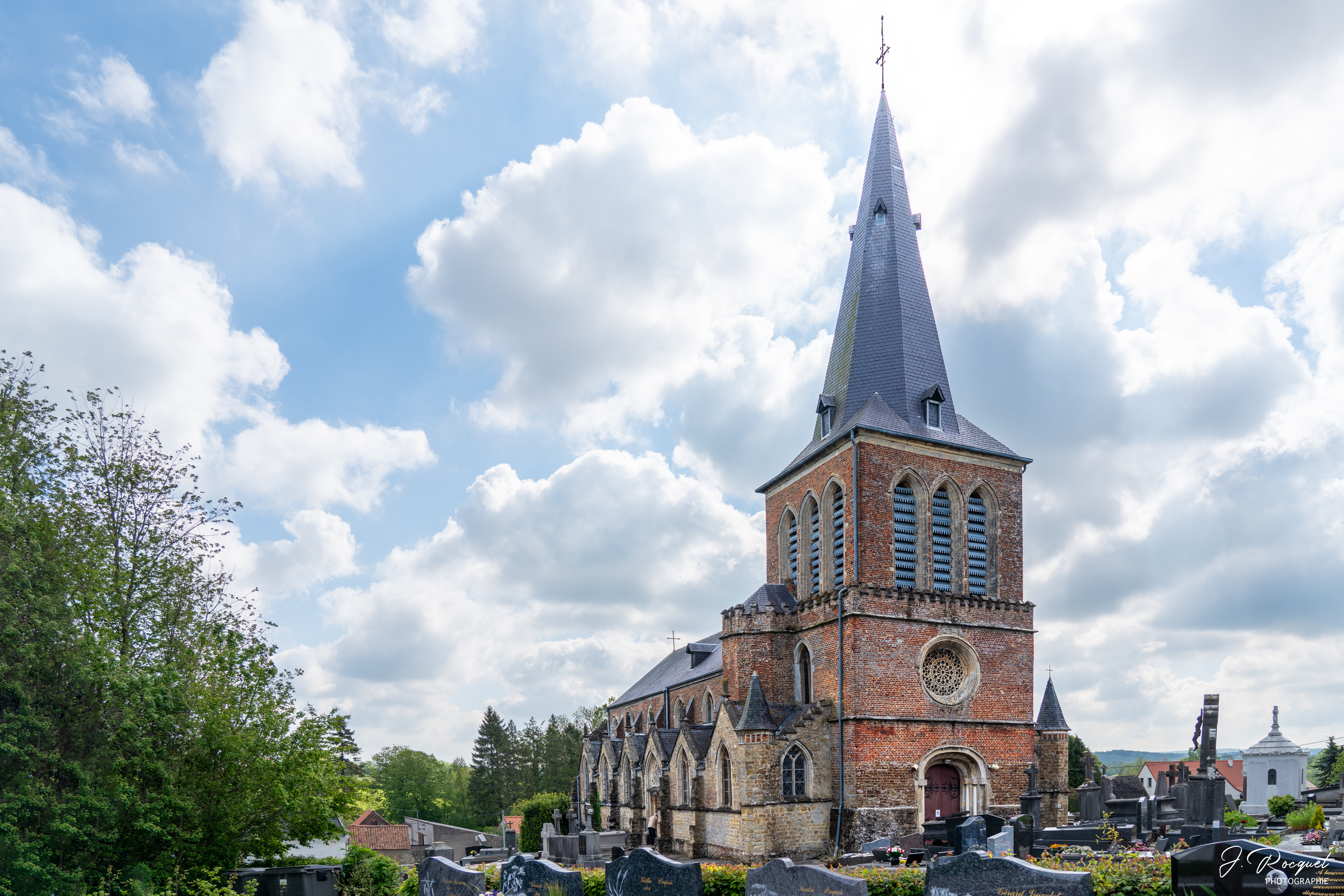
Côté ouest et clocher.
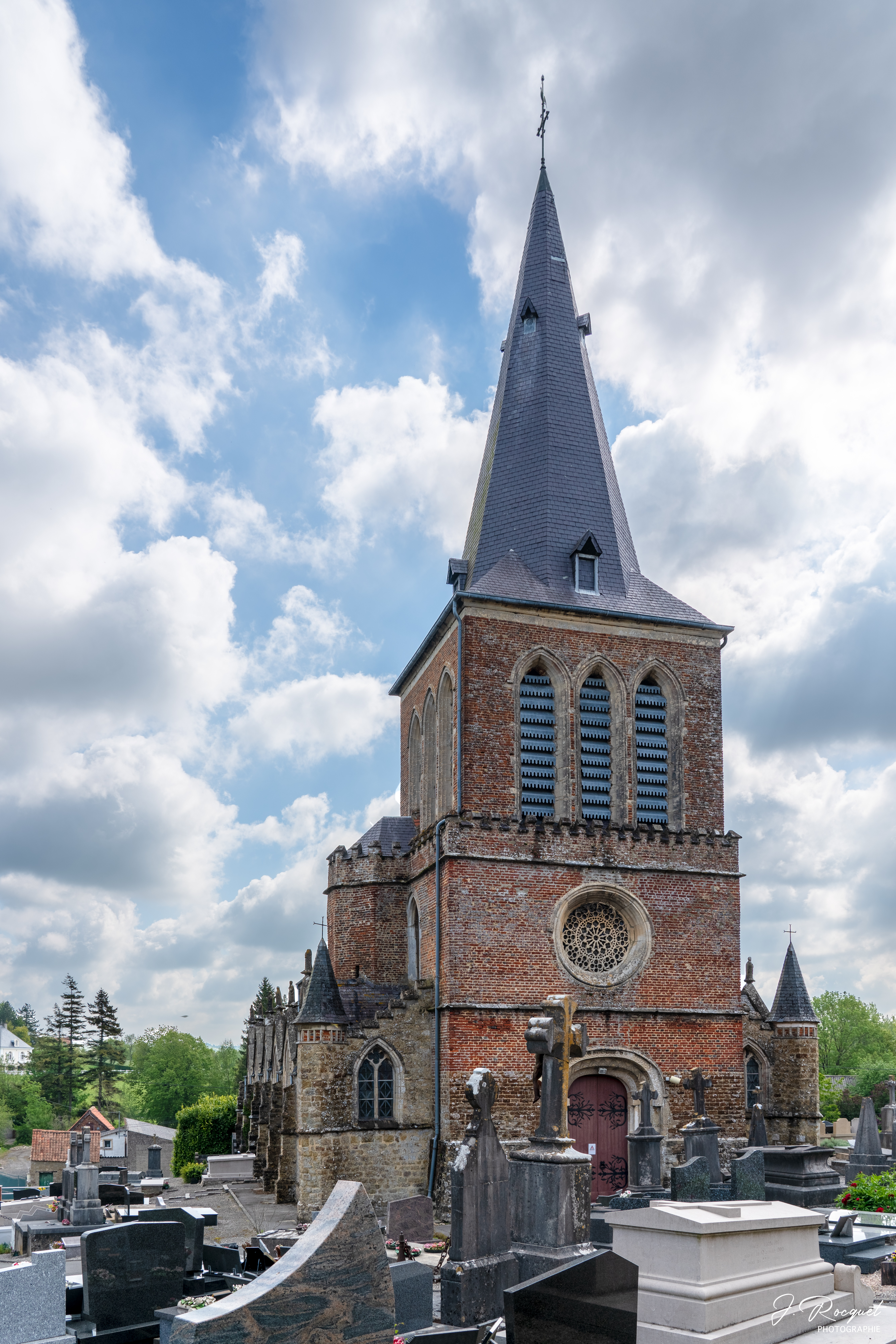
Clocher et entrée principale.

Vues intérieures
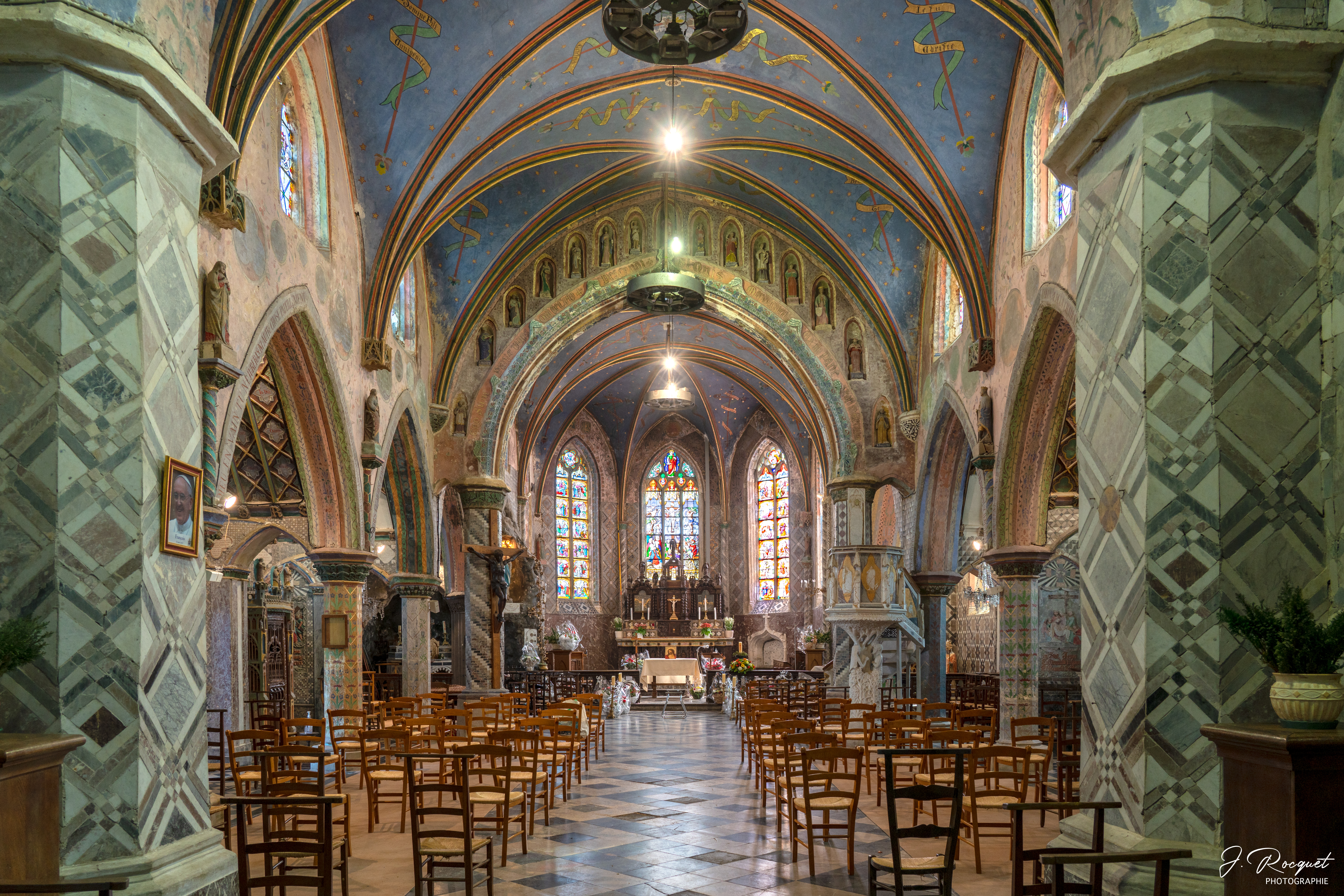
La nef et le chœur.
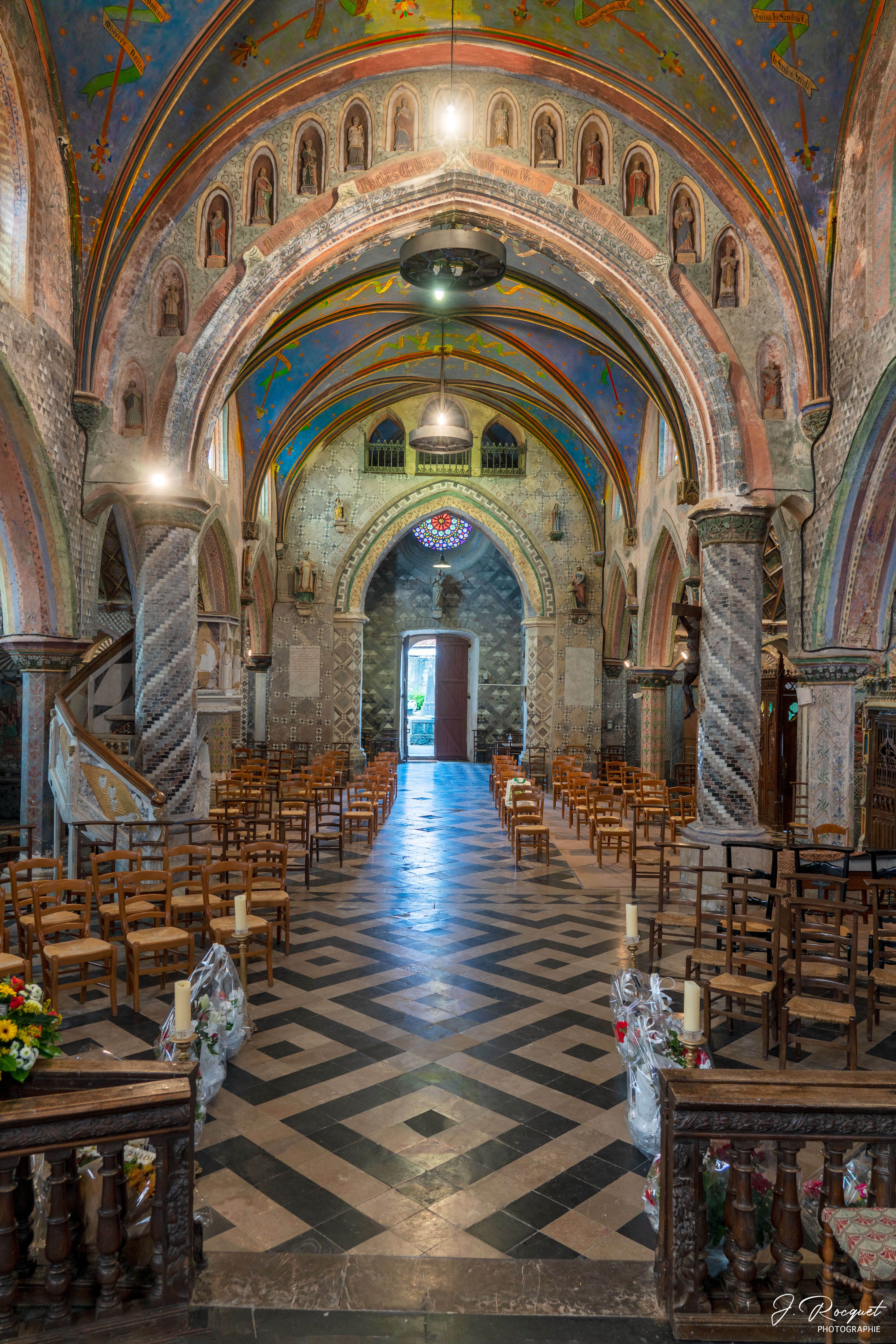
La nef vers l'entrée principale.
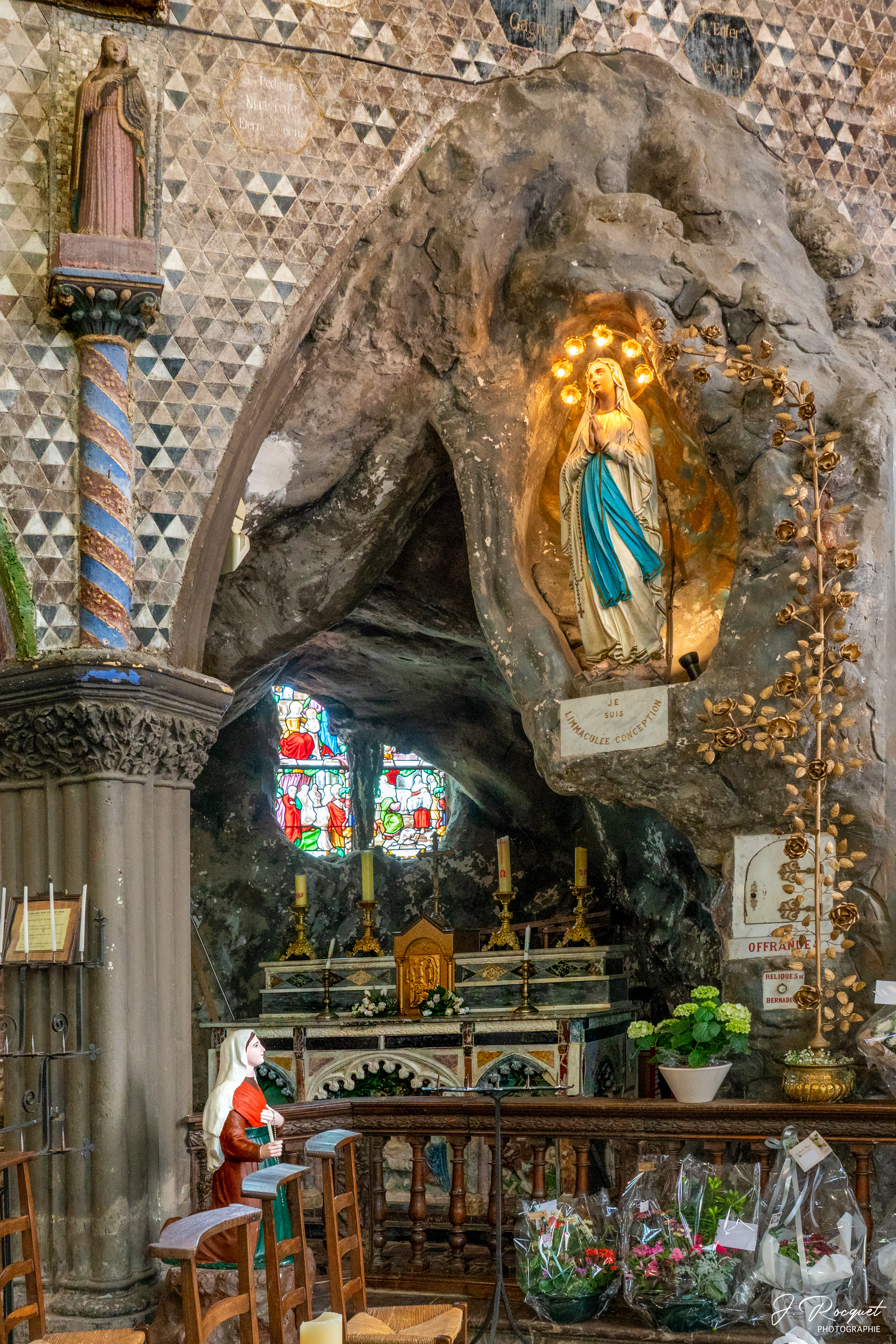
La chapelle de la Vierge Marie.
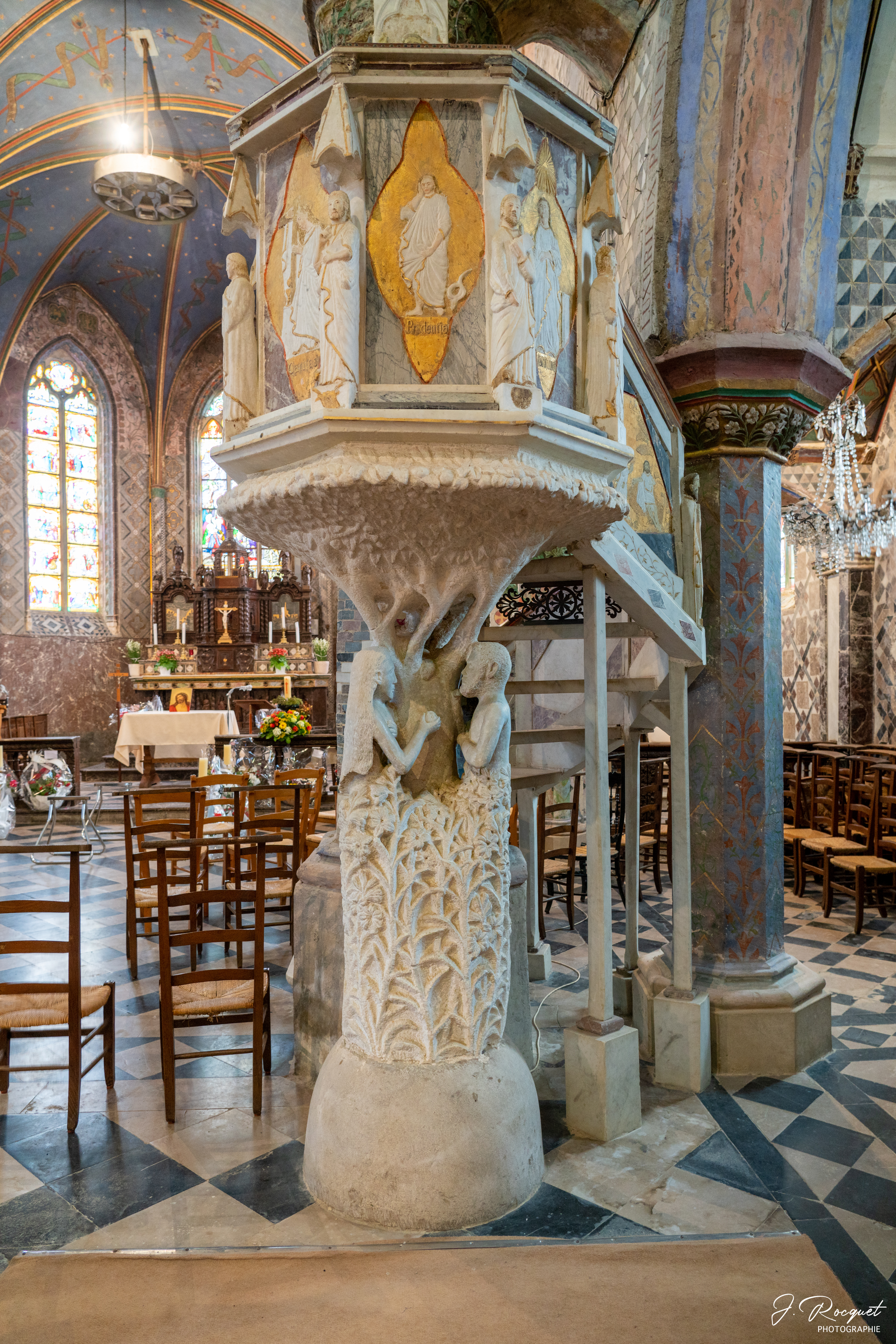
La chaire appuyée sur Adam et Ève.
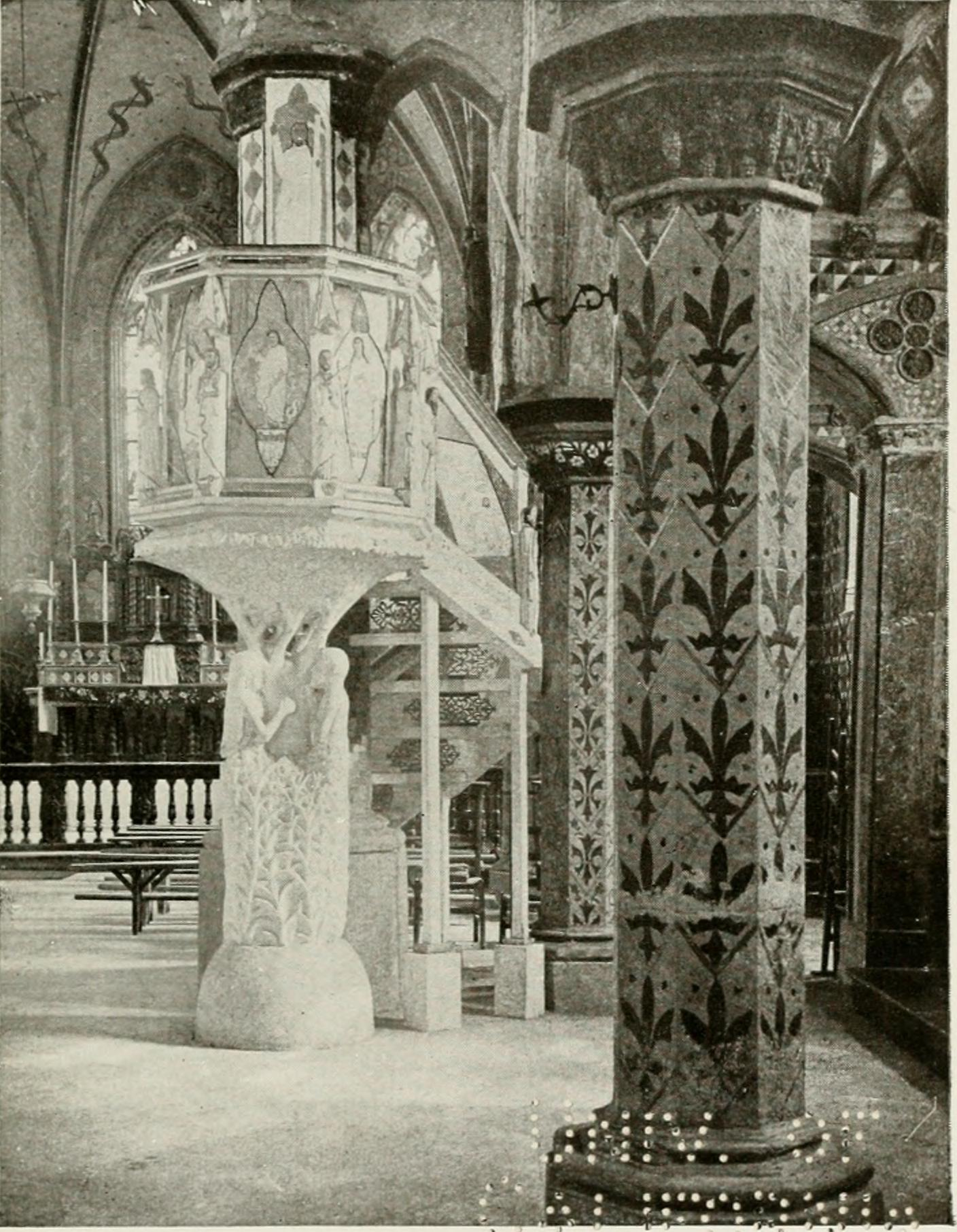
La chaire avant 1914.

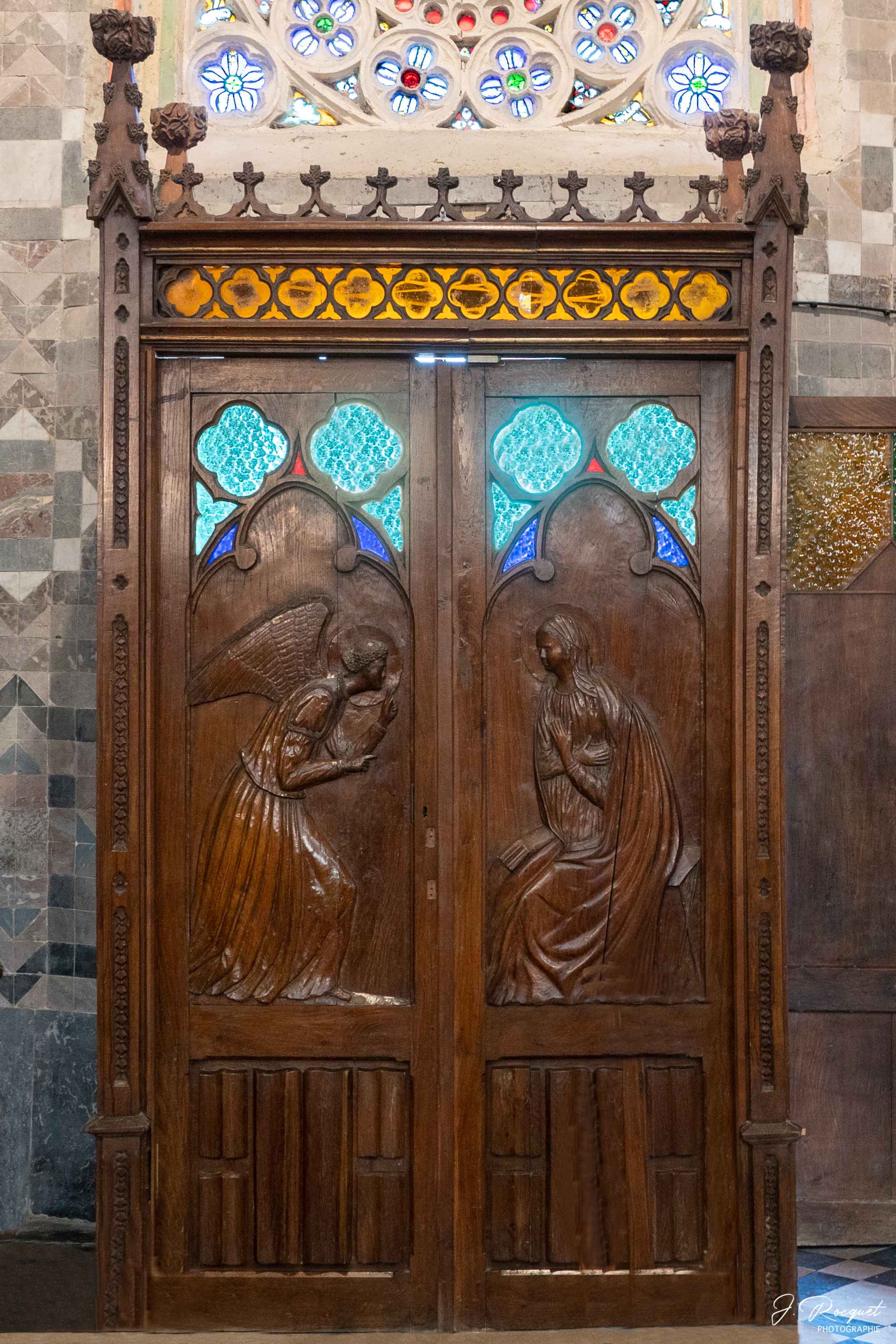
Une porte latérale sculptée.
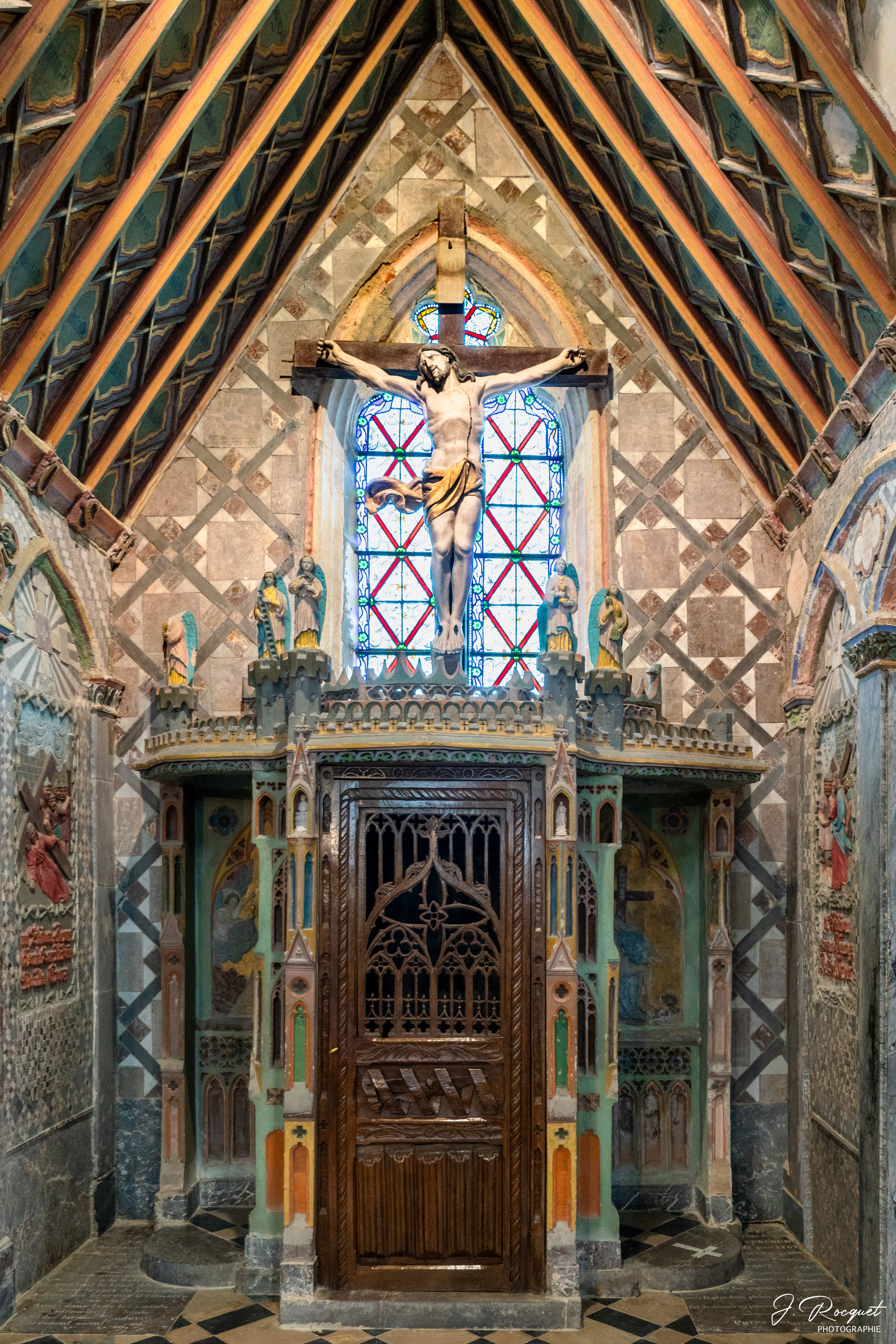
Le Confessionnal.
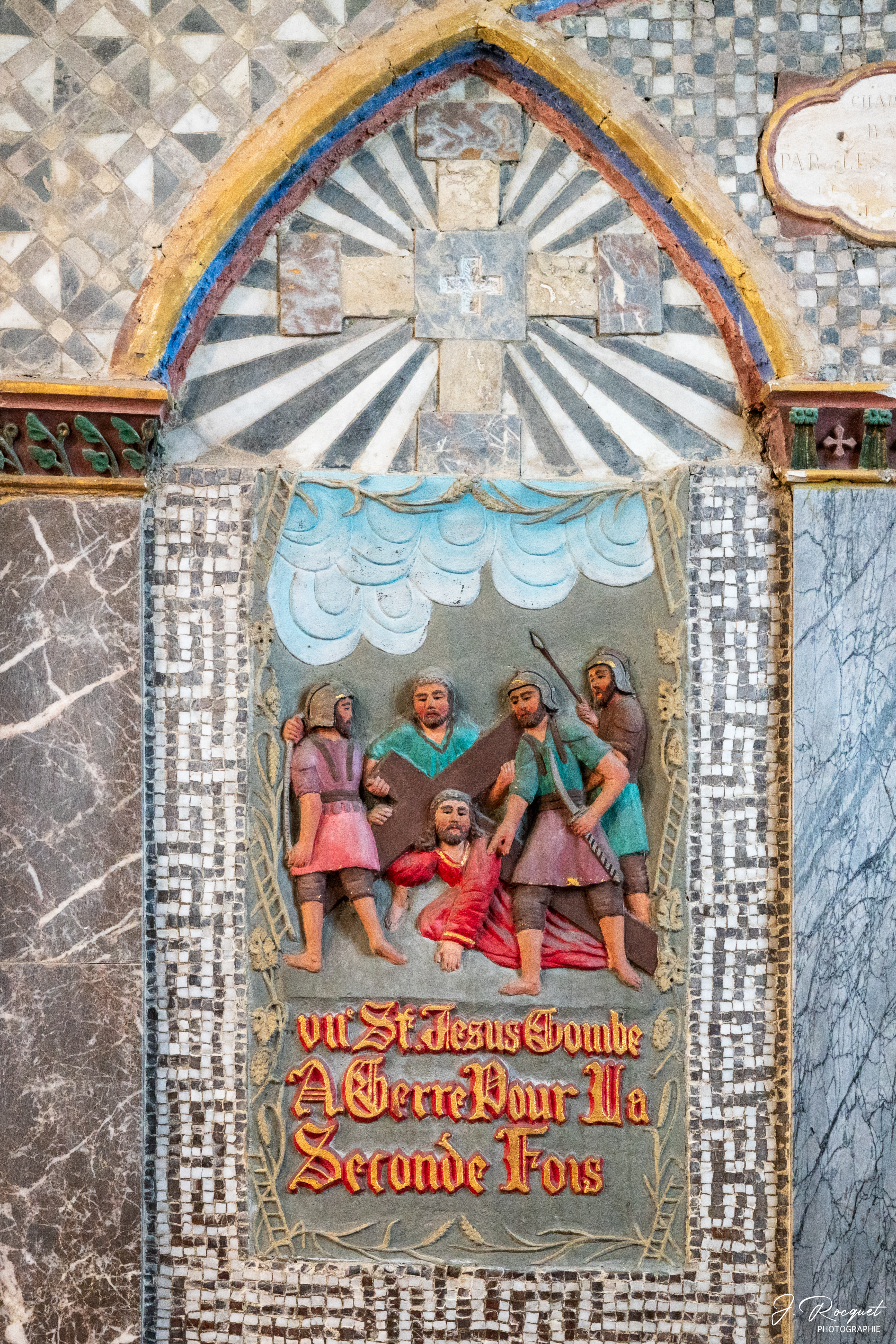
Une des stations du Chemin de croix.
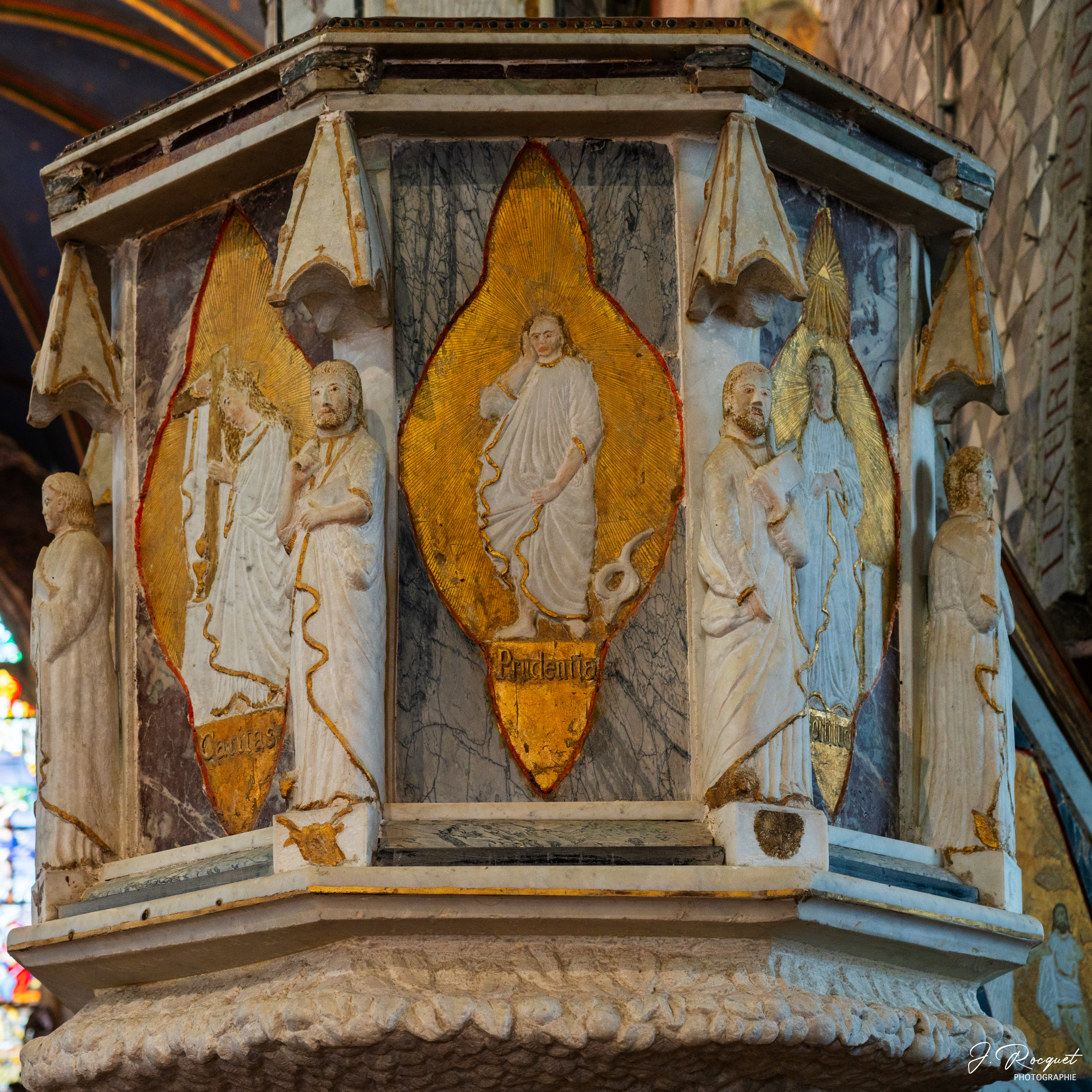
Détail de la chaire

Les principaux vitraux
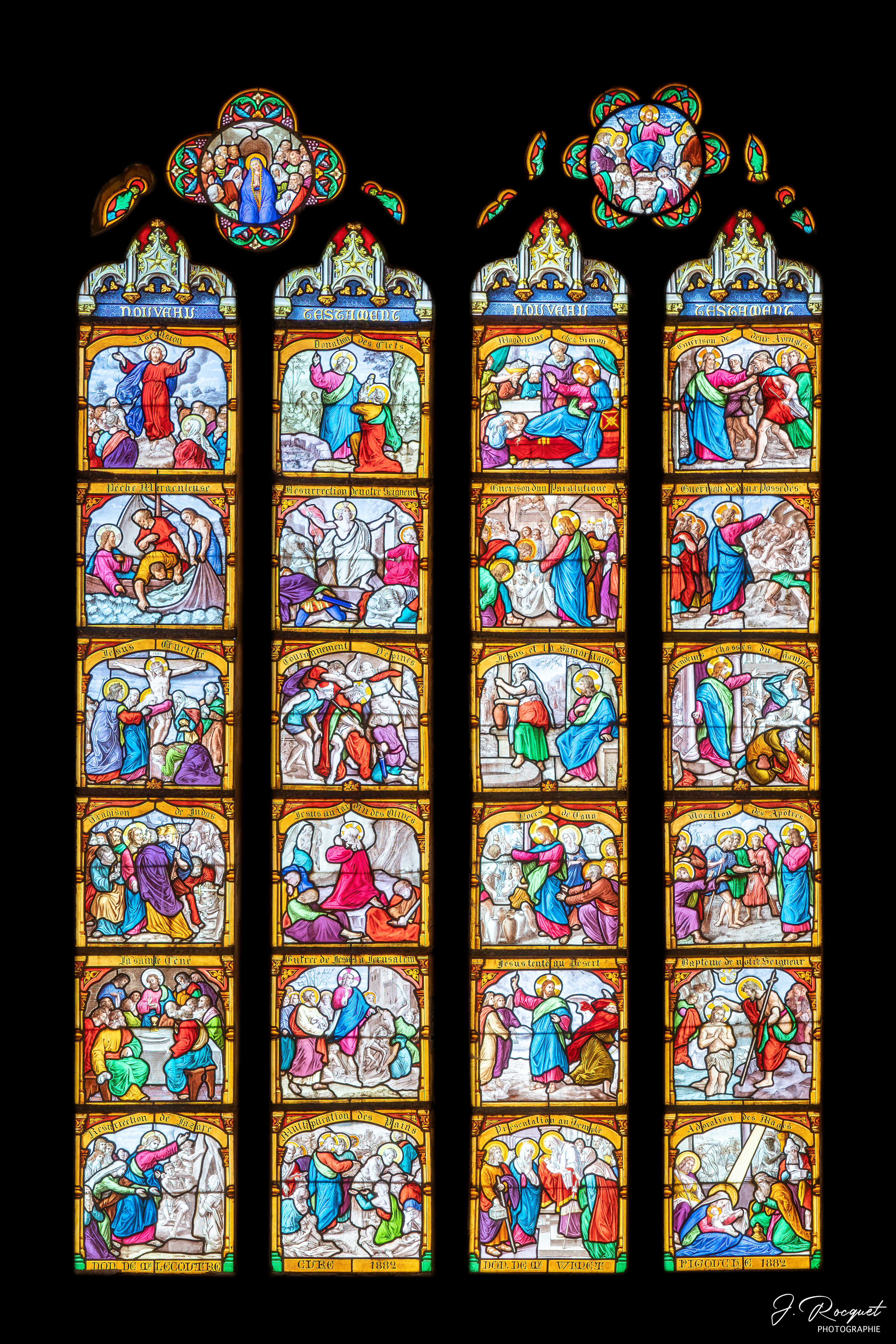
Dans le chœur à gauche, les deux vitraux du Nouveau Testament[13].
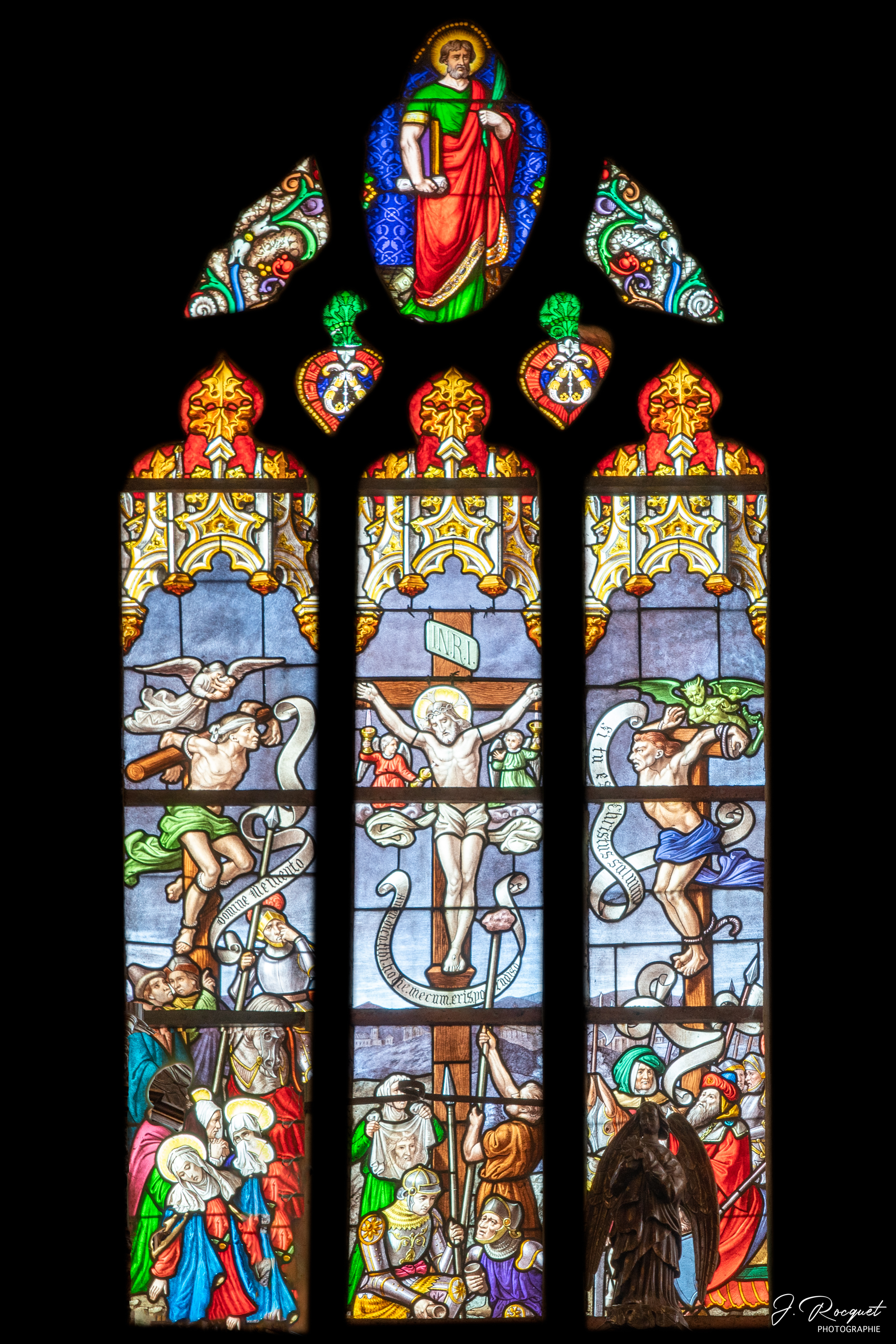
Dans le chœur au centre le vitrail de la Crucifixion[14].
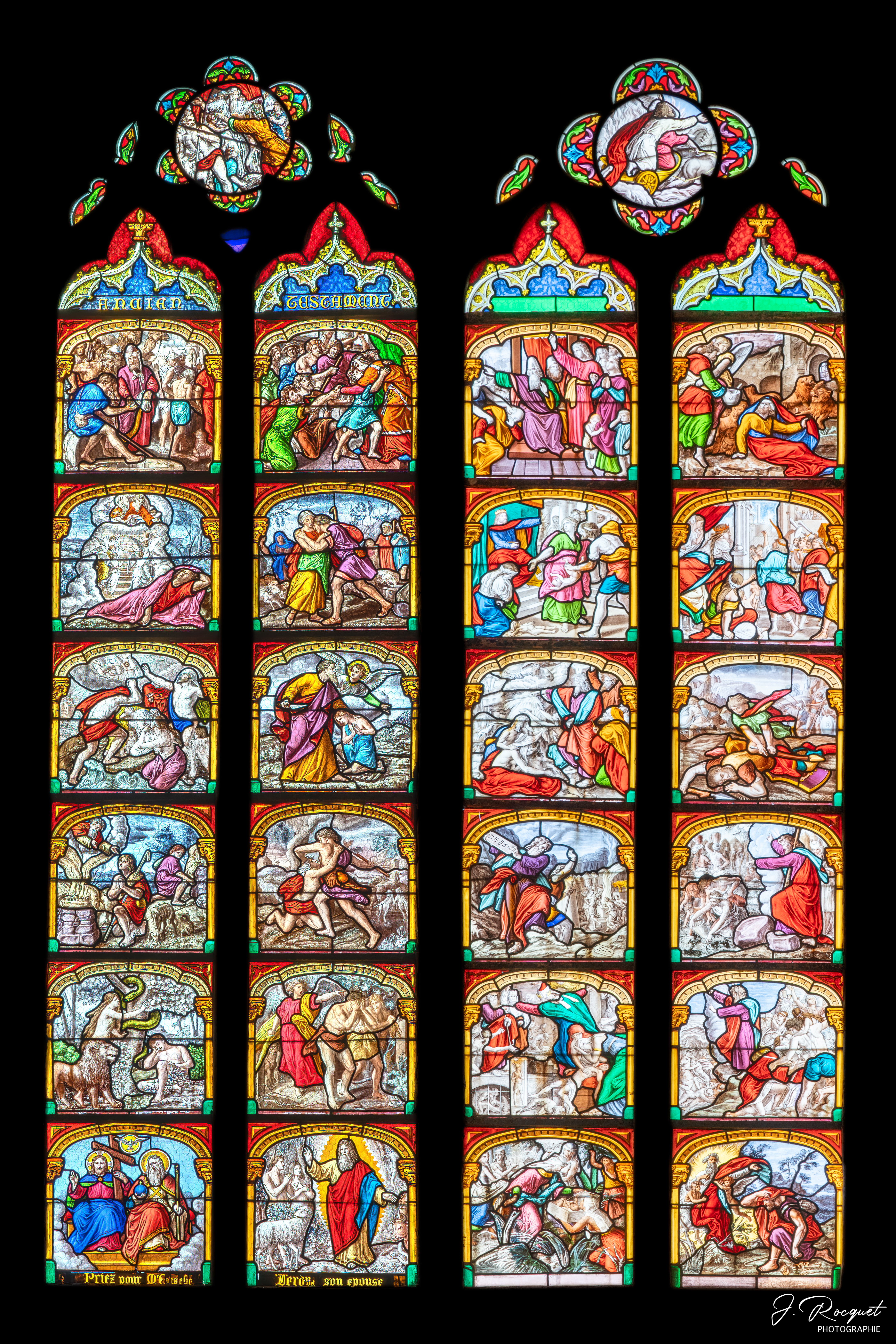
Dans le chœur à droite, les deux vitraux de l'Ancien Testament[13].
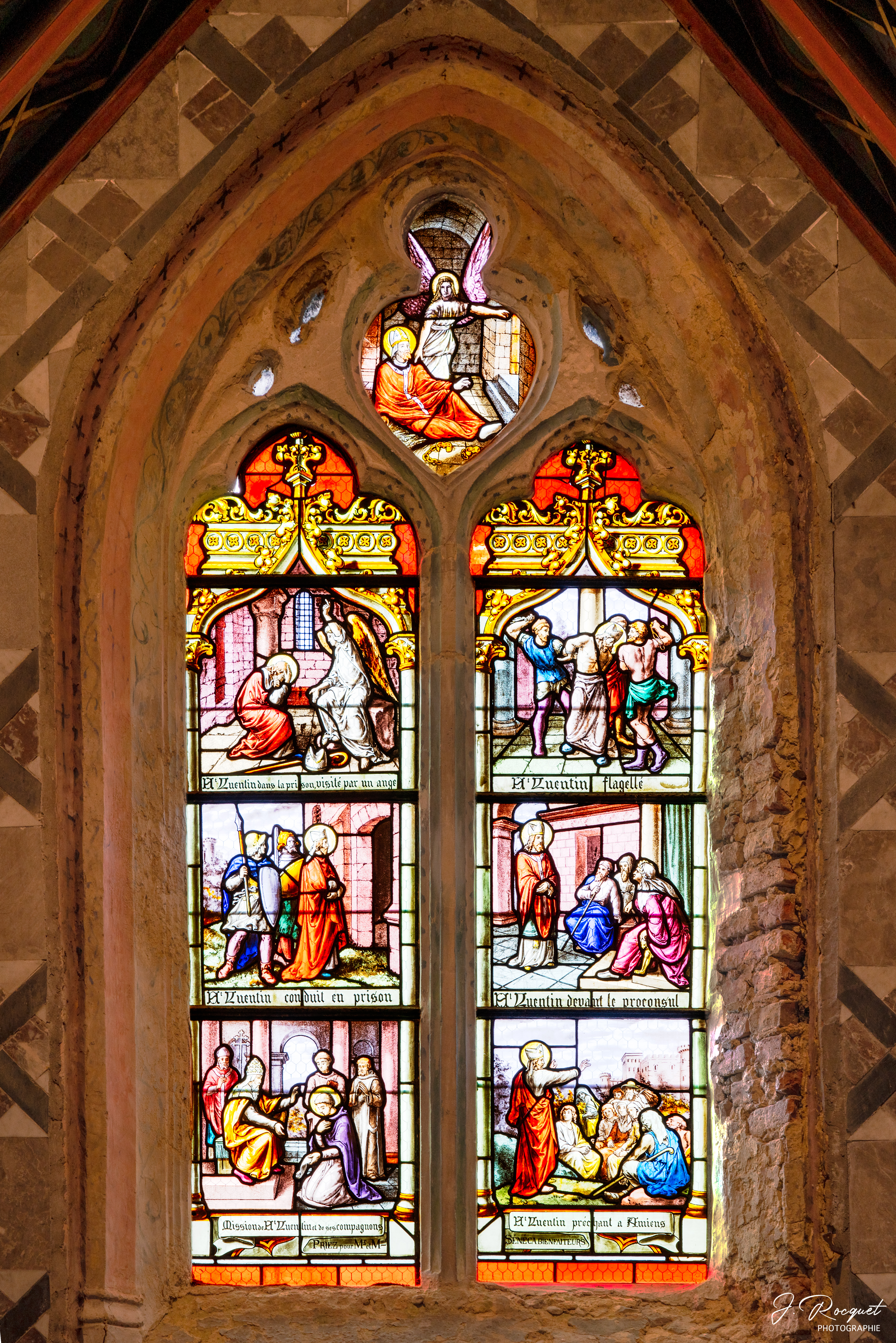
Le vitrail de la chapelle dédiée à Saint Quentin.